# Thaumasocerus quadrivitticollis
Thaumasocerus quadrivitticollis là một loài bọ cánh cứng trong họ Cerambycidae.